# Список эпизодов телесериала «Последователи»
Список эпизодов телесериала «Последователи», который транслировался на телеканале Fox с 21 января 2013 года по 18 мая 2015 года.
Сериал повествует об агенте ФБР Райане Харди (Кевин Бэйкон), неожиданно для себя обнаружившем целую социальную сеть для серийных убийц, созданную одним из таких убийц с помощью собственной харизмы и сети Интернет. Журналистка «Entertainment Weekly» Мелисса Маерц написала в заметке о сериале: «Джеймс Пьюрфой играет Джо Кэрролла, бывшего профессора колледжа, который читал лекции о творчестве Эдгара По и параллельно убивал молодых женщин во славу готического героя, пока не был пойман. С того момента он провёл множество часов за компьютером в тюремной библиотеке, создавая социальную сеть из убийц-подражателей, которые исполняют любую его команду. Сериал начинается с того момента, когда Кэрролл спасается от смертной казни с помощью своих последователей, и ФБР, в свою очередь, приглашает Райна Харди (Кевин Бэйкон), который схватил Джо в первый раз, для консультирования в деле его поимки».

## Обзор сезонов
| Сезон | Сезон | Эпизоды | Оригинальная дата показа | Оригинальная дата показа |
| Сезон | Сезон | Эпизоды | Премьера сезона          | Финал сезона             |
| ----- | ----- | ------- | ------------------------ | ------------------------ |
|       | 1     | 15      | 21 января 2013           | 29 апреля 2013           |
|       | 2     | 15      | 19 января 2014           | 28 апреля 2014           |
|       | 3     | 15      | 2 марта 2015             | 18 мая 2015              |

## Эпизоды

### Сезон 1 (2013)
| № | #  | Название                                | Режиссёр                    | Сценарист                                                              | Дата показа в США | Код серии | Зрители США (миллионы) |
| --- | -- | --------------------------------------- | --------------------------- | ---------------------------------------------------------------------- | ----------------- | --------- | ---------------------- |
| 1 | 1  | «Pilot» «Пилот»                         | Маркос Сига                 | Кевин Уильямсон                                                        | 21 января 2013    | 296815    | 10,42                  |
| После побега из тюрьмы серийного убийцы Джо Кэрролла (Джеймс Пьюрфой) вышедший в отставку агент ФБР Райан Харди (Кевин Бэйкон), совершивший захват Кэрролла 8 лет назад, приглашен для поимки маньяка в качестве консультанта ФБР. Полиция берёт под охрану бывшую жену Кэрролла и мать его сына - Клэр Мэтьюс (Натали Зиа), с которой в своё время и у Харди были романтические отношения, а также Сару Фуллер (Мэгги Грейс), последнюю и единственную выжившую жертву Кэрролла. Основное расследование ведут агенты ФБР Майк Уэстон (Шон Эшмор) и Дженнифер Мэйсон (Джинанна Гузен). Харди устанавливает, что в тюрьме Кэрроллу помогал охранник, ставший последователем Кэрролла, обучавшего его тонкостям серийных убийств. Когда на глазах Харди молодая девушка по приказу Кэрролла совершает самоубийство, Харди начинает подозревать, что Кэрролл использовал библиотечный доступ в Интернет для того, чтобы реализовать свои планы, и создал себе группу последователей. |    |                                         |                             |                                                                        |                   |           |                        |
| 2 | 2  | «Chapter Two» «Глава вторая»            | Маркос Сига                 | Кевин Уильямсон                                                        | 28 января 2013    | 2J7402    | 10,10                  |
| Специальный агент Дебора Паркер (Энни Пэррис), эксперт по альтернативным религиям, присоединяется к команде, охотящейся на похитителей сына Кэрролла. Последователь Кэрролла - Джорди - охранник в тюрьме, где Кэрролл содержался, совершает своё первое убийство, убивая трёх девушек в колледже. В ходе очной ставки между Клэр и Джо, команде ФБР становится известно о наличии романтических отношений между Райаном Харди и Клэр Мэтюьс в прошлом. Няня, которая похитила сына Кэрролла, убеждает его, что они отправились на приключения, и что его мама это одобрила, Джоуи знакомится с друзьями няни - Джейкобом и Полом - псевдо-геями и бывшими соседями Сары Фуллер. В это же самое время Джорди пытается убить Клэр Мэтьюс, но в последний момент Харди успевает её спасти и арестовать Джорди. Некий человек в маске Эдгара По обливает бензином и поджигает посреди улицы мужчину в костюме. |    |                                         |                             |                                                                        |                   |           |                        |
| 3 | 3  | «The Poet's Fire» «Пыл поэта»           | Лиз Фридлендер              | Адам Армус и Кей Фостер                                                | 4 февраля 2013    | 2J7403    | 9,01                   |
| Харди и его команда получают видео, снятое на мобильный телефон, на котором виден момент поджога человека в костюме. Харди узнаёт в нём литературного критика (Тод Фолкнер), который в своё время критически отозвался о книге Кэрролла. Эмма, Пол и Джейкоб решают по-прежнему держать Джоуи в доме, но между Полом и Эммой разгорается конфликт, касательно взаимоотношений между ними и Джейкобом. После ссоры с Эммой, Пол отправляется в местный магазинчик и похищает его сотрудницу - Мэган (Ли Джун Ли), которую держит в доме в качестве заложницы. Другой последователь, Рик Кэстер (Майкл Драйер), который и облил бензином и убил литературного критика, также разоблачён, однако успевает сбежать. ФБР арестовывает его жену - Мэгги (Вирджиния Кулл), в результате чего выясняется, что она в плохих отношениях с мужем из-за того, что он применял к ней насилие, а однажды даже серьёзно ранил её ножом в живот. В этот момент её муж убивает ректора университета, где работал Кэрролл. Мэгги возвращается домой под охраной агента Райли. Агент Паркер при допросе Джорди выясняет, что Мэгги Кэстер - тоже последователь Кэрролла. Сама Мэгги получает смс с текстом «Давай», которую читает агент Райли - в этот момент Мэгги убивает его. Райан Харди приезжает на место с опозданием, однако успевает заметить убегающую Мэгги и её мужа - он стреляет в него и убивает, но Мэгги удаётся скрыться. Джорди, поняв, что он сказал лишнее, кончает жизнь самоубийством, задохнувшись от бинтов, которыми была перевязана его рука. |    |                                         |                             |                                                                        |                   |           |                        |
| 4 | 4  | «Mad Love» «Безумная любовь»            | Генри Бронштейн             | История: Эндрю Уайлдер и Кевин Уильямсон Телесценарий: Кевин Уильямсон | 11 февраля 2013   | 2J7404    | 7,79                   |
| Эмма считает, что заложница, которую захватил Пол, становится угрозой для их дела, поэтому приказывает Полу убить девушку. Пол угрожает Джейкобу, что раскроет Эмме его секрет: что Джейкоб никого никогда не убивал. Харди не отвечает на звонки своей сестры и начинает допрашивать Кэрролла по поводу Мэгги, убившей агента Райли. Кэрролл сообщает ряд подробностей, в результате которых становится известно, что Мэгги - серийная убийца, убивавшая ещё до встречи с Кэрроллом. Пол рассказывает Эмме секрет Джейкоба, в результате чего Эмма приказывает Джейкобу убить Мэган - заложницу Пола. Харди наконец отвечает на звонок своей сестры Дженни (Сьюзан Миснер) и выясняет, что её захватила Мэгги и предлагает Харди обменять его жизнь, на жизнь сестры. Харди отправляется в ресторан, принадлежащий его сестре, однако с ним отправляется агент Уэстон, который обещает прикрыть Харди, в случае проблем. Мэгги захватывает Райана и пытает его магнитами, стараясь сбить работу кардиостимулятора, однако агент Уэстон убиваёт её и спасает Харди и его сестру. Джейкоб не может убить заложницу и отпускает её, в результате чего она сбегает, однако Эмма узнает об этом, и вдвоём с Полом они ловят её недалеко от дома, связывают и возвращают на место. Джейкоб видит, что Мэган снова связана в доме, и пытается найти Эмму и извиниться. Он обнаруживаёт её в душе вместе с Полом и присоединяется к ним. |    |                                         |                             |                                                                        |                   |           |                        |
| 5 | 5  | «The Siege» «Осада»                     | Фил Эбрахэм                 | Ребекка Дамерон                                                        | 18 февраля 2013   | 2J7405    | 8,39                   |
| Джоуи находит спрятанный телефон, в то время как Эмма, Пол и Джейкоб втроём спят в постели. Он дозванивается до матери и успевает описать ей дом, в котором он содержится, до того, как его обнаруживает Пол и отбирает телефон. В это время Кэрролла навещает его адвокат - Оливия Уоррен (Рене Голдсберри). После встречи с клиентом, Уоррен собирает пресс-конференцию, где она цитирует Эдгара По, что запускает новый этап миссии для последователей. Специальный агент Дебора Паркер подписывает разрешение на приём Райана Харди обратно в ФБР и выдаёт ему оружие и значок. Оливия Уоррен встречается с Клэр Мэтьюс и передаёт ей слова Джо, о том, что если она хочет увидеть сына, она должна следовать его инструкциям. Джоуи сбегает от Эммы и прибегает в дом к соседям - пожилой паре, живущей у леса. Он просит их позвонить по телефону, но появившаяся Эмма убеждает его, что она даст позвонить матери со своего телефона. Пожилая пара звонит в полицию, и в этот момент к ним врывается Пол. По вызову приезжает Харди и местный полицейский, в результате чего они находят убитых владельцев дома. Эмма приводит Джоуи домой и запирает его в комнате. Клэр в этот момент сбегает из под опеки агента ФБР Маршалла Тернера (Джон Лафайет). Харди и полицейский отправляются через лес к ближайшему дому и находят здание, по описание подходящее под то, которое дал по телефону Джоуи. Харди видит Пола и Джейкоба, возвращающихся домой. Для эвакуации Эммы, Пола, Джейкоба и Джоуи прибывает ещё один последователь - Хэнк. Харди и полицейский сталкиваются с ним в сарае, в результате чего в перестрелке погибает полицейский и Хэнк. Харди извещает агента Уэстона, что идёт в дом. Он находит заложницу Мэган, а также Джоуи, но в этот момент Пол приставляет ему пистолет к затылку. |    |                                         |                             |                                                                        |                   |           |                        |
| 6 | 6  | «The Fall» «Падение»                    | Маркос Сига                 | Шинтаро Шимасава                                                       | 25 февраля 2013   | 2J7406    | 8,58                   |
| Харди захвачен в плен и удерживается в доме вместе с Мэган. Агенты ФБР не могут найти Клэр, которую один из последователей Кэрролла - Чарли, бывший капрал службы кибер-развездки, похитил и удерживает в своём убежище. Он, как и Эмма получает указания от неизвестного человека по кличке Родерик. В это время полиция и ФБР окружают дом, в котором удерживаются Харди и Мэган. Адвокат Кэрролла Оливия Уоррен приходит к Кэрроллу и рассказывает ему последние новости. Эмма использует телефон Райана Харди и разговаривает с агентами ФБР Уэстоном и Паркер. В результате разговора, агент Паркер вспоминает своё детство, когда она состояла членом религиозного культа. Райан Харди беседует с Джейкобом и Полом и начинает играть на их противоречиях, создавая внутренние конфликты. Агент Паркер вспоминает, как она ездила навестить своих родителей, которые до сих пор являются членами того культа, частью которого была сама Дебора. Чарли рассказывает Клэр, что он следил за ней два года и делал подробные записи, в том числе занимался скрытой съемкой и проникал в дом Клэр. Клэр пытается сбежать, но у неё ничего не получается. Эмма говорит с кем-то по телефону, в результате сообщает Джейкобу и Полу, что должна идти будить Джоуи, и приказывает им обоим ждать внизу и охранять Харди. Через какое-то время, Джейкоб отправляется проверить где Эмма, и выясняет, что она бросила их с Полом и сбежала с Джоуи. Харди перерезает верёвку и в образовавшейся панике наносит три удара ножом в живот Полу, после чего освобождает и выводит Мэган на улицу, а сам начинает преследовать Эмму. Харди звонит агенту Уэстону, который охраняет периметр и тот вместе с полицейской отправляется на перехват Эммы. В этот момент около оцепления появляется человек, которого останавливают два агента ФБР, готовых к штурму дома. Его сообщник проникает к ним за спины и расстреливает обоих в упор из пистолета с глушителем, в результате чего они переодеваются в одежду агентов ФБР. Напарница агента Уэстона, полицейская из округа Датчесс, оказывается одной из последователей, посланной Родериком для помощи. Она стреляет в Уэстона и помогает скрыться Эмме и Джоуи, однако Харди успевает застрелить её. В этот момент ФБР штурмует дом и захватывает Пола и Джейкоба, но двое переодетых агентов ФБР расстреливают другую часть группы захвата и помогают скрыться Полу и Джейкобу. Одновременно с этим, агенты ФБР нападают на убежище Чарли и освобождают Клэр, при этом Чарли успевает сбежать. |    |                                         |                             |                                                                        |                   |           |                        |
| 7 | 7  | «Let Me Go» «Отпусти меня»              | Ник Гомес                   | Шимус Кевин Фэхей                                                      | 4 марта 2013      | 2J7407    | 8,81                   |
| Благодаря помощникам, Эмме с мальчиком удаётся скрыться. Они приезжают в дом, что им указал Родерик, и там мальчик обнаруживает запертую в клетке девушку, которая молит его о спасении. Тем временем Кэрролл с помощью хитрости добивается перевода в другую тюрьму и по дороге ускользает. |    |                                         |                             |                                                                        |                   |           |                        |
| 8 | 8  | «Welcome Home» «Добро пожаловать домой» | Джошуа Батлер               | Аманда Кей Шуман                                                       | 11 марта 2013     | 2J7408    | 8,15                   |
| Кэрролл воссоединяется со своими многочисленными последователями, в том числе с Эммой, которая привезла Джоуи. Вместе с Родериком Кэрролл начинает строить план по устранению команды Харди, надеясь найти и свою бывшую жену. |    |                                         |                             |                                                                        |                   |           |                        |
| 9 | 9  | «Love Hurts» «Любить больно»            | Маркос Сига и Адам Дэвидсон | Адам Армус и Кей Фостер                                                | 18 марта 2013     | 2J7409    | 7,34                   |
| Очередная последовательница Кэрролла, Аманда, пишет свою главу в истории убийств, расправляясь с женщинами по имени Клэр Мэттьюс — полными тёзками жены Джо. |    |                                         |                             |                                                                        |                   |           |                        |
| 10 | 10 | «Guilt» «Вина»                          | Джошуа Батлер               | Кевин Уильямсон и Шинтаро Шимасава                                     | 25 марта 2013     | 2J7410    | 6,66                   |
| Джейкоб прибывает в усадьбу Кэрролла, где встречается с Эммой. Джо просит его уладить конфликт с ней. Тем временем Райан, пытаясь спасти Клэр, укрывает её в доме своего давнего друга-полицейского. Но вскоре они обнаруживают прикреплённый к одежде Клэр жучок, а это значит, что люди Кэрролла вот-вот будут здесь. |    |                                         |                             |                                                                        |                   |           |                        |
| 11 | 11 | «Whips and Regret» «Плети и сожаление»  | Маркос Сига                 | Кевин Уильямсон и Ребекка Дамерон                                      | 1 апреля 2013     | 2J7411    | 6,57                   |
| Райан пытается оставить дело Кэрролла, но Дебора не дает ему это сделать, и он возвращается к расследованию, в ходе которого ФБР устанавливает, откуда было прислано видео с обращением. След ведёт в подвал ночного бара. Тем временем привезённая на виллу Кэрролла Клэр требует встречи с сыном, но прежде чем дать ей увидеть мальчика, Джо ставит бывшей жене одно условие. |    |                                         |                             |                                                                        |                   |           |                        |
| 12 | 12 | «The Curse» «Проклятие»                 | Дэвид вон Анкен             | Шимус Кевин Фэхей и Аманда Кей Шуман                                   | 8 апреля 2013     | 2J7412    | 6,30                   |
| Райан, Дебора и Майк находят торговца оружием, контактировавшего с Кэрролом. Тем временем Клэр пытается вместе с сыном бежать, но попытка успехом не увенчалась. |    |                                         |                             |                                                                        |                   |           |                        |
| 13 | 13 | «Havenport» «Убежище»                   | Николь Касселл              | Дэвид Уилкокс и Энджелл                                                | 15 апреля 2013    | 2J7413    | 6,36                   |
| ФБР узнаёт, что шериф Родерик — один из людей Кэрролла, но при попытке задержать его, он ускользает. Пытаясь убедить Кэрролла, что их убежище скоро будет раскрыто, Родерик ссорится с ним и, покидая поместье, увозит с собой Джоуи. |    |                                         |                             |                                                                        |                   |           |                        |
| 14 | 14 | «The End is Near» «Конец близок»        | Джошуа Батлер               | Адам Армус и Кей Фостер                                                | 22 апреля 2013    | 2J7414    | 7,04                   |
| По описанию Джоуи ФБР находит и окружает поместье, но Кэрролл уже покинул его вместе с Клэр, которую собирается убить. Джейкоб понимает, что он не готов умереть за учителя, но Эмма принимает решение за него. |    |                                         |                             |                                                                        |                   |           |                        |
| 15 | 15 | «The Final Chapter» «Финальная глава»   | Маркос Сига                 | Кевин Уильямсон                                                        | 29 апреля 2013    | 2J7415    | 7,82                   |
| Кэрролл собирается использовать Клэр в качестве приманки для Харди — так он хочет «написать» последнюю главу своей повести. А сам Райан вместе с Майком пытается разыскать закопанную в землю Дебору, и времени у них с каждой минутой всё меньше. |    |                                         |                             |                                                                        |                   |           |                        |

### Сезон 2 (2014)
| № | #  | Название                          | Режиссёр       | Сценарист       | Дата показа в США | Код серии | Зрители США (миллионы) |
| --- | -- | --------------------------------- | -------------- | --------------- | ----------------- | --------- | ---------------------- |
| 16 | 1  | «Resurrection» «Воскрешение»      | Маркос Сига    | Кевин Уильямсон | 19 января 2014    | 2J7551    | 11,18                  |
| Проходит год после смерти Клэр и гибели Кэррола. Несколько последователей маньяка нападают на людей, устроив резню в метро, отметив, таким образом, годовщину Хевенпортской трагедии, как её называют. Отстранённого от дела Харди пытаются снова привлечь к расследованию.                                                          |    |                                   |                |                 |                   |           |                        |
| 17 | 2  | «For Joe» «Для Джо»               | Джошуа Батлер  | Винсент Энгелл  | 27 января 2014    | 2J7552    | 6,02                   |
| Последователи совершают ещё одно преступление и дают наводку Харди. Похоже, они играют с ним. Тем временем в отдалённой местности преподобный отец узнаёт в бородатом брате своей прихожанки известного убийцу. |    |                                   |                |                 |                   |           |                        |
| 18 | 3  | «Trust Me» «Поверь мне»           | Лиз Фридлэндер | Алекси Хоули    | 3 февраля 2014    | 2J7553    | 5,84                   |
| Райан уступает ФБР и передаёт им улики против "последователей". ФБР делает налёт на одну из квартир сторонников культа Кэррола. Сам же Кэррол покидает своё убежище, заполучив перед этим ещё одну душу в число своих почитателей.                                                                                                   |    |                                   |                |                 |                   |           |                        |
| 19 | 4  | «Family Affair» «Семейные связи»  | Маркос Сига    | Бретт Махони    | 10 февраля 2014   | 2J7554    | 4,76                   |
| ФБР разыскивает Лили Грей, а она между тем возвращается в свою резиденцию, где её ждёт команда, готовая действовать. Вскоре туда приезжает и Кэррол. Тем временем Райан и Макс преследуют Жизель, убившую компаньона миссис Грей. |    |                                   |                |                 |                   |           |                        |
| 20 | 5  | «Reflection» «Отражение»          | Николь Касселл | Лиззи Миккери   | 17 февраля 2014   | 2J7555    | 5,19                   |
| Макс и Райан настигают Жизель. Зажатая в угол, девушка соглашается сотрудничать и называет место, где, как она утверждает, находятся интересующие Харди преступники. Одновременно с тем ФБР находит тело матери Мэнди. |    |                                   |                |                 |                   |           |                        |
| 21 | 6  | «Fly Away» «Улетай»               | Роб Сиденгланц | Девайн Джонс    | 24 февраля 2014   | 2J7556    | 4,61                   |
| Лили и её команда собирают вещи, чтобы отбыть в Венесуэлу, где у неё есть дом. Она зовёт с собой Джо, но тот предпочитает остаться и предлагает остаться и Эмме. Между тем на помощь Райану приезжает Майк, они захватывают Люка и требуют обменять его на Кэррола.                                                                  |    |                                   |                |                 |                   |           |                        |
| 22 | 7  | «Sacrifice» «Жертва»              | Адам Дэвидсон  | Скотт Рейнольдс | 3 марта 2014      | 2J7557    | 5,16                   |
| Решив отомстить за Люка, Макс похищает Лили. Пытаясь её отыскать, ФБР выходит на Охотника - известного убийцу проституток. Тем временем Кэррол, Эмма и Мэнди приезжают к Майке, давнему знакомому Джо, чтобы спрятаться там. Оказывается, что местом убежища управляет настоящая секта, в сравнении с которой злая аура Джо меркнет. |    |                                   |                |                 |                   |           |                        |
| 23 | 8  | «The Messenger» «Посланник»       | Маркос Сига    | Алекси Хоули    | 10 марта 2014     | 2J7558    | 4,86                   |
| Директор ФБР Том Франклин тайно предлагает Харди помощь в поимке Кэррола, предоставляя ему большие полномочия и возможности. Отыскав психиатра, который некогда работал с Кэрролом, Харди отправляется к нему и попадает в ловушку.                                                                                                  |    |                                   |                |                 |                   |           |                        |
| 24 | 9  | «Unmasked» «Без маски»            | Николь Касселл | Винсен Энгелл   | 17 марта 2014     | 2J7559    | 3,95                   |
| Райан выходит на след предателя в рядах ФБР, а люди Джо устраивают резню в книжном магазине, где журналистка Кэрри Кук раздаёт автографы, и после передают ей флешку с посланием убийцы, которое она должна будет показать всем. Вместе с тем сам Джо убивает Майку и становится на его место.                                       |    |                                   |                |                 |                   |           |                        |
| 25 | 10 | «Teacher's Pet» «Питомец учителя» | Маркос Сига    | Бретт Махони    | 24 марта 2014     | 2J7560    | 4,07                   |
| 26 | 11 | «Freedom» «Свобода»               | Лиз Фридлендер | Девайн Джонс    | 31 марта 2014     | 2J7561    | 4,17                   |
| 27 | 12 | «Betrayal» «Предательство»        | Маркос Сига    | Лиззи Миккери   | 7 апреля 2014     | 2J7562    | 4,41                   |
| 28 | 13 | «The Reaping» «Жатва»             | Джошуа Батлер  | Меган Мартин    | 14 апреля 2014    | 2J7563    | 4,36                   |
| 29 | 14 | «Silence» «Тишина»                | Стив Шилл      | Скотт Рейнольдс | 21 апреля 2014    | 2J7564    | 4,42                   |
| 30 | 15 | «Forgive» «Прощение»              | Маркос Сига    | Кевин Уильямсон | 28 апреля 2014    | 2J7565    | 4,81                   |

### Сезон 3 (2015)
| № | #  | Название                                  | Режиссёр        | Сценарист                     | Дата показа в США | Код серии | Зрители США (миллионы) |
| --- | -- | ----------------------------------------- | --------------- | ----------------------------- | ----------------- | --------- | ---------------------- |
| 31 | 1  | «New Blood» «Новая кровь»                 | Маркос Сига     | Алекси Хоули и Бретт Махони   | 2 марта 2015      | 3J5301    | 4,86                   |
| Прошел год с момента событий второго сезона. Агент ФБР Райан Харди, как и обещал когда-то своему врагу Джо Кэрролу, живет тихой и спокойной жизнью в обществе новой подруги Гвен. Его племянница Макс по-прежнему работает в ФБР и встречается с сотрудником спецназа Томом. Майк, одержимый поимкой оставшегося в живых брата-близнеца Марка Грея, так и не обретает покоя, следствием чего их отношения с Макс не сложились. Все герои встречаются вместе на торжестве в честь свадьбы агента Джины Мендез и её избранницы. Праздник портится с появлением отца одной из погибших девушки - последовательницы Джо. Он обвиняет Харди в превышении должностных полномочий и исчезает. Тем временем Марк и его “последователи” - Кайл и Дейзи, парочка серийных убийцы, которые имитируют события, особенно важные для Марка, убивая невинных. Харди уверен, что это рук дела Марка и его новой команды. Вскоре ему удается выйти на некоего Эндрю, псевдо-отца со свадебной вечеринки, который на самом деле искусный подражатель - может передать любую эмоцию. Но с его поимкой по-прежнему ничего не удается узнать. Становится ясно только одно - Марк и его новые друзья всеми силами хотят дискредитировать ФБР, обвиняя их во лжи. А главным героям есть, что скрывать ... |    |                                           |                 |                               |                   |           |                        |
| 32 | 2  | «Boxed In» «В штучной упаковке»           | Роб Сиденгланц  | Барри О’Брайен                | 9 марта 2015      | 3J5302    | 3,51                   |
| Во всю идут поиски преступников. Майк пытается наладить отношения с Макс, но безрезультатно. Тем временем агента ФБР Джеффри Кларка мучает совесть по поводу убийств, которые он прикрывал. Он даже не подозревает, что на него уже ведется охота. С помощью его жены Кайл и Дейзи похищают агента. Райну и Майку удается найти место предполагаемого убийства жертвы Марка и его друзей, но последний успевает предупредить своих “последователей”. Тогда они обращаются к еще одному убийце-психопату Нилу - краснодеревщику, который вынужден ухаживать за больным отцом, страдающим болезнью Альцгеймера. Нил владеет уникальным способом убийства своих жертв - с помощью специального ножа он сначала нейтрализует жертву, которая не может двигаться, после чего расчленяет её так, что та помещается в коробке. Такая участь уготована Джеффри, которого привозят к Нилу. Воспользовавшись случаем, Кларку удается сбежать. Он звонит Райну, и ФБР удается засечь его местонахождение. Но слишком поздно - убийцы обнаруживают Кларка и заставляют дать признательные показания на камеру по убийствам, в которых замешаны агенты ФБР. Его интервью транслируют в сети. Прибыв на место похищения Кларка, Райн и его команда находят только коробку с расчлененным трупом своего друга. |    |                                           |                 |                               |                   |           |                        |
| 33 | 3  | «Exposed» «Разоблачённый»                 | Гари Лоув       | Бринн Малоун                  | 16 марта 2015     | 3J5303    | 3,53                   |
| ФБР пускает в ход все свои возможности, чтобы найти убийц Кларка. Его жена, оставшись в живых, винит Райана в смерти мужа и намекает ему, что муж рассказал ей о том, что прикрывал убийства, совершенные агентами. Джина Мендез заставляет Райана выступить на пресс-конференции: журналисты хотят, чтобы ФБР прокомментировали предсмертное интервью их коллеги. Параллельно становится понятно, что серийные убийцы Кайл и Дейзи вовсе не последователи Марка. Их цель - с помощью убийств невинных людей изобличить ФБР в качестве лжецов и безнаказанных убийцы. Они подчиняются некой Джуллиане - связной между ними и их “хозяином”, личность которого остается неизвестной. Марк по сути является просто пешкой, с помощью которого они пытаются скрыть истинные причины их преступлений от ФБР. Страдая раздвоением личности (своей и брата Люка), он начинает подозревать своих друзей в предательстве. Тем более после того, как находит информацию, что парочка охотиться на Макс Харди. Дейзи удается убедить Марка, что они по-прежнему его друзья. Тем временем Райану удается выйти на Нила, Кайла и Дейзи. Нила удается поймать, но в потасовке Райан убивает его. Увидев, что их во всю ищет ФБР, Кайл и Дейзи обращаются к Джулиане за помощью в их защите, но она отказывается и настаивает на том, чтобы они закончили своё дело, после чего будут свободны. Совершив убийство пожарников в пожарной части, в которой работал брат Райана и отец Макс до своей смерти, они показывают, что вследствие лжи и безнаказанности ФБР страдают герои города. |    |                                           |                 |                               |                   |           |                        |
| 34 | 4  | «Home» «Дом»                              | Николь Кассель  | Джефф Экерли и Марилин Осборн | 23 марта 2015     | 3J5304    | 3,93                   |
| Кайл и Дейзи устанавливают камеры в квартире Макс, чтобы была возможность следить за ней и за ходом расследования. В один из дней они становятся свидетелями близости Макс и Майка, о чем девушка крайне сожалеет. Марк обнаруживает ноутбук парочки, когда те отправляются на очередное убийство. Их цель - дочь судьи, которая ведет дело Артура Штраусса - учителя Джо Кэррола, и как выясняется позже Кайла и Дейзи. Райан уверен, что именно он стоит за всеми этими убийствами, но доказательств по прежнему нет. Штраусс находится в тюрьме и ждет решения суда. Все зависит от присяжных, которых последователи Штраусса с помощью своих убийств хотят убедить, что все обвинения на его счет сфабрикованы ФБР. Райан находит дом Дейзи и Кайла. С помощью их соседки он обнаруживает их местоположение. Марк также под угрозой поимки. По-прежнему не доверяя им, он обыскивает их комнату и обнаруживает ноутбук, где ведется прямая трансляция из квартиры Макс. В это время Райан звонит Макс и говорит, что они обнаружили местонахождение парочки и скорее всего Марка, который слышит все это и сбегает. Нагрянув в дом, спецназ во главе с Райаном не находит Марка и парочку. В ходе обыска Том, парень Макс, обнаруживает в одной из комнат ноутбук с трансляцией, из которой узнает, что Макс изменила ему с Майком. Том решает тайно забрать ноутбук себе. Тем временем Кайл и Дейзи нагрянули к дочке судьи. Угрожая ей, они вынудили её написать предсмертную записку в сети. После чего любовники готовятся убить её, обставив все как самоубийство. Обнаружив документы подтверждающие охоту на девушку, Райан с Майком и Макс успеют спасти её, при этом Райан успевает ранить Кайла. В панике Дейзи звонит Марку, чтобы он спас их. Марк мешкается (Люк в его голове постоянно напоминает ему, что этим двое верить нельзя), но все равно помогает им. У Райана не остается сомнений, что Штраусс все это спланировал, чтобы избежать наказания. |    |                                           |                 |                               |                   |           |                        |
| 35 | 5  | «A Hostile Witness» «Свидетель обвинения» | Маркос Сига     | Майкл МакГрейл                | 23 марта 2015     | 3J5305    | 3,75                   |
| Наступает день судебного процесса над Артуром Штрауссом. Его обвиняют в попытке убийства журналистки Керри Кук и создании культа серийных убийц, в том числе и Джо Кэррола, который сам ожидает на днях свою казнь. Обвинение строится на показаниях Райана Харди и его коллег, а также на показаниях Керри, которую усиленно охраняют, как ценного свидетеля. В суде слова Райана в свете последних событий уже не кажутся доказательствами, и поэтому вся надежда остается на показания Керри Кук, которая как выясняется вскоре бесследно исчезла. Её похищают и убивают Кайл и Дейзи. В очередной раз обманув Марка, им удается с помощью поддельной информации найти местонахождение журналистки, похитить её и заживо сжечь вместе со своими охранниками. Спустя время Райан находит её труп. По горячим следам ему также удается обнаружить Дейзи и Кайла, которого он убивает при попытке к бегству. Дейзи удается уйти. Марк, проследив за Дейзи и Кайлом перед их исчезновением, выходит на Джулианну и понимает, что она как-то связана с доктором Штраусом, помощником адвоката которого она является. Тем временем, без прямых доказательств вины, доктора Штрауса оправдывают и выпускают на свободу. Он сразу же бесследно исчезает. Марк преследует Джулиану и вынуждает её выдать местонахождение доктора. Тем самым он хочет “убить двух зайцев” - Райана, который безусловно охотится за доктором, и самого доктора, который использовал Марка в своих целях. В этот же момент Райан обнаруживает, что Джулианна замешана в освобождении и дальнейшем исчезновении доктора. Они с Макс и Майком едут к ней домой, но не успевают застать её в живых. Вскоре ФБР вычисляет, где может находиться доктор. Райан и команда едет туда. Им удается обнаружить и поймать доктора и Дейзи, но Марк нарушает их планы. В это время доктор и Дейзи сбегают от них. Райан приказывает Марку и Макс найти доктора и девушку, а сама бросается в погоню за Марком. Макс и Майку удается поймать доктора,но увидев убегающего Марка, Майк, не совладав со своими эмоциями, гонится за ним, оставляя Макс наедине с доктором. Её обнаруживает сбежавшая Дейзи и зверски избивает, после чего они с доктором исчезают. Поймав Марка, Майк почти стреляет в него, но Райан уговаривает его “не превращаться в таких как они”, поэтому Майк передумывает. Воспользовавшись замешательством Майка, Марк сбегает. Макс с сотрясение мозга забирают в больницу. Райан винит Майка в том, что он оставил её в беде, на что Майк обвиняет Харди, что тот позволил Марку сбежать. Райан потерян, и Гвен, утешая его, говорит, что из любой ситуации всегда есть выход. Райан осознает, что пора обратиться к единственному человеку, который может помочь ему в поимке доктора - Джо ... |    |                                           |                 |                               |                   |           |                        |
| 36 | 6  | «Reunion» «Воссоединение»                 | Мэри Харрон     | Бретт Махони                  | 30 марта 2015     | 3J5306    | 3,28                   |
| Райан впервые после задержания Джо приходит навестить его. Джо счастлив, но безусловно понимает, что Райану что-то нужно от него. В ходе разговора Джо подсказывает ему, что у Артура Штраусса было множество последователей кроме него, и что, скорее всего, доктор обратился к какому-то из них за помощью. Основные улики, которые были обнаружены на месте последнего пребывания Штраусса, это идеально поддельные паспорта, по которым последний должен был уехать в другую страну и скрыться. Это позволяет выяснить, что один из последователей Штраусса - искусный хакер (помимо паспортов, он подготовил электронной письмо, которое стало одной из улик, спасшей доктора,и в котором была информация о беззаконии, происходящим в бюро, якобы написанная агентом Кларком). Макс приходит в себя в больнице. Её навещает Райан и Том. Она сильно обижена на Майка и не желает с ним разговаривать. Последовав совету Джо, Райан ищет возможного последователя Штраусса. Изучив материалы нераскрытых уголовных дел, Райан выходит на серию преступлений, совершаемой в небольшом городе под Нью-Йорком. Местный шериф не рад, что к ним нагрянули агенты, и было отказывается им помогать, но после убедительных доводов Харди отправляет на место обнаружения неопознанных жертв свою коллегу. Девушка становится свидетелем находки остальных пропавших людей, когда Майк и Райан приступают к расследованию. Выясняется, что в городе орудует серийный маньяк, который крадет у своих жертв сердца. Тем временем в ходе разговора с дядей девушки в местной забегаловке выясняется, что у шерифа есть свои “скелеты в шкафу”: его сын-наркоман терроризирует городок, и все жители подозревают его в совершенных убийствах. Харди удается его поймать, но в итоге выясняется, что парень не может быть последователем доктора. Параллельно с этим Штраус и Дейзи прячутся в охотничьем домике на берегу озера, где не так давно Харди были обнаружены трупы жертв. Джо был прав - доктора спасает один из его последователей - серийный убийца, тот самый “похититель сердец”, а по совместительству дядя помощницы шерифа - Дэниэль Бэнкс. Бэнкса всему научил Штраусс, о он убивал и ранее (свою жену - самая первая жертва, которую Харди просил изучить как можно быстрее). Он намекает доктору, что ФБР уже тут и вскоре на него выйдут, поэтому лучше всего будет уйти. Артур успокаивает Бэнкса, сообщив, что он ждет “лучшего из своих учеников”. Зрителю открывается еще одна незаурядная личность - некий темнокожий мужчина, тот самый хакер, который подготовил паспорт и подсунул электронно письмо в бюро. Он искусно управляет камерами, поэтому остается незамеченным. Приехав к доктору, в отсутствие Бэнкса, он по непонятным причинам убивает своего учителя. Дейзи он сообщает, что док подставил его, вынудил раскрыться, что очень огорчает его, поэтому и понес наказание. Он отпускает Дейзи, а сам скрывается. Тем временем ФБР выходит на Бэнкса, который сдает местонахождение доктора. Как только Харди с Майком обнаруживают дом, они с ужасом находят труп Штраусса. Дэниэль по давлением Харди сообщает, что после его ухода к доктору должен был приехать его “лучший ученик”, личность которого никто не знает кроме доктора. Бэнкс утверждает, что это очень опасный человек, он словно призрак, искусно заметающий следы. Райан понимает, что без помощи Джо ему опять не обойтись. Вскоре при перевозке Бэнкса погибают двое полицейских, а самому убийце удается сбежать. Агенты понимают, что это дело рук того самого “призрака”, лучшего ученика доктора... |    |                                           |                 |                               |                   |           |                        |
| 37 | 7  | «The Hunt» «Охота»                        | Сильвиан Уайт   | Лиз Скудло                    | 6 апреля 2015     | 3J5307    | 2,95                   |
| 38 | 8  | «Flesh & Blood» «Плоть и кровь»           | Маркос Сига     | Мэри Ли Саттон                | 13 апреля 2015    | 3J5308    | 3,46                   |
| 39 | 9  | «Kill The Messenger» «Убить гонца»        | Дэвид Таттман   | Барри О’Брайен                | 20 апреля 2015    | 3J5309    | 3,41                   |
| 40 | 10 | «Evermore» «Вовеки веков»                 | Дэвид МакУиртер | Алекси Хоули                  | 27 апреля 2015    | 3J5310    | 3,46                   |
| 41 | 11 | «Demons» «Демоны»                         | Маркос Сига     | Дэйв Джонсон                  | 4 мая 2015        | 3J5311    | 3,22                   |
| 42 | 12 | «The Edge» «Грань»                        | Николь Касселл  | Джефф Экерли и Мэрилин Осборн | 11 мая 2015       | 3J5312    | 3,21                   |
| 43 | 13 | «A Simple Trade» «Простой обмен»          | Маркос Сига     | Лиз Скудло и Мэри Ли Саттон   | 11 мая 2015       | 3J5313    | 3,07                   |
| 44 | 14 | «Dead or Alive» «Мёртвый или живой»       | Роб Сиденгланц  | Бринн Малоун и Майкл МакГрейл | 18 мая 2015       | 3J5313    | 3,13                   |
| 45 | 15 | «The Reckoning» «Расплата»                | Маркос Сига     | Бретт Махони и Алекси Хоули   | 18 мая 2015       | 3J5315    | 3,05                   |